# 李敖语妙天下
《李敖语妙天下》是由新加坡網盛控股旗下電視頻道盛亚卫视（原黃河亞太衛視）推出的一款文化讲坛栏目，主持人李敖，製作單位佳思比媒體行銷為李敖台灣經紀公司，製作人鄭乃嘉為佳思比媒體行銷總經理兼李敖台灣經紀人，内容涉及古今中外的文化、军事、政治、时事等各个方面，主要讲谈中华文化。

## 播出时间
该栏目由盛亞衛視與高點電視台合作首播，2009年1月1日开播，2009年6月14日停播，播出時間為每星期一到星期五晚上9点，每集长度約為40～50分钟。

## 节目主持
该栏目的节目主持人是著名文学家、历史学家李敖。